# Alberta Interscience Association
Die Alberta Interscience Association ist eine gemeinnützige Organisation in Edmonton, Kanada. Sie wurde am 22. April 2009 gegründet und betreibt Projekte für Erwachsene, Jugendliche und Kinder.

## Ökologie

### Einheimische Pflanzen von Alberta
Zusammen mit der Lillian-Osborne-Hochschule (LOHS) pflegt der Verband einheimische Pflanzen von Alberta. Hierzu wurde ein eigener Garten am 9. Juni 2010 eingeweiht, um das Wissen über Albertas einheimische Pflanzen durch die Umwelterziehung zu fördern, um diese Pflanzen zu schützen und um Forschungs- und Schutzprojekte durchzuführen. 2012 zählte der Garten etwa 1000 verschiedene Pflanzenarten. Es werden unter anderem Eulen, Hasen und andere Wildtiere angezogen, weil der Garten für sie einen günstigen Lebensraum schafft, der seinerseits zu einem guten Forschungsthema der Schüler  werden kann.  Auf seiner Webseite hat der Verband grundlegende Anweisungen für diejenigen veröffentlicht, die gerne ihren eigenen Garten anlegen würden. Um die Schüler über einheimische Pflanzen zu informieren und die Wichtigkeit deren Erhaltung zu erläutern, hat der Interdisziplinäre Verband von Alberta ein Sommer-Camp auf dem „Bed Rock Seed Bank“-Bauernhof organisiert und später an einem Landschafts-Projekt teilgenommen, das in einer der Edmontoner Gemeinden stattfand.

## Programme für Jugendliche

### Akkreditierte Russische Schule in Edmonton
Das russische Bildungszentrum beim Verband wurde im Juli 2010 gegründet. Eines seiner Ziele ist es, die russische Sprache und Kultur in der russischen Gemeinde zu bewahren und sie in der multikulturellen kanadischen Gesellschaft zu fördern. Im Zentrum lernen die Schüler nicht nur die russische Sprache, sondern auch die russische Literatur und Geschichte. Die russische Schule des Zentrums ist offiziell für den Unterricht in russischer Sprache akkreditiert. Einige der Studenten setzen ihr Studium nach der 12. Klasse im Sommerkursus für die russische Sprache und Kultur an der University of Washington fort, wo sie die Schriften von Alexander Puschkin, Nikolai Gogol, Anton Tschechow, Korney Tschukowski, Alexander Vampilov usw. studieren.

### Internationales Jugendprogramm
Der Verband koordiniert eine Gruppe von jungen Menschen (14–25 Jahre), die als Teilnehmer des Auszeichnungsprogramms des Herzogs von Edinburgh (Duke of Edinburgh Award-Program) angemeldet sind. Es findet in Schulen, Hochschulen, Universitäten, Jugendklubs, Kirchen, Luft-, Armee- und Seekadettenkorps, Pfadfinderklubs, Mädchen-Führer- und Hockeyklubs statt. Viele junge Mitglieder des Interdisziplinären Verbandes von Alberta wurden mit Bronze-, Silber- und Goldpreisen ausgezeichnet.

### Johann-Strauss-Ball
Seit 2007 nimmt der Verband am jährlichen Johann-Strauss-Ball teil, der in Edmonton von der Johann-Strauß-Stiftung organisiert wird. Der Ball wird mit dem Ziel durchgeführt, Edmontoner Musiker und ihre Bemühungen, ihr musikalisches Studium in Österreich fortzusetzen, zu unterstützen. Jedes Jahr wird der Johann-Strauss-Ball zum Abend des Tanzes, köstlicher Speisen und feiner Musik.

### Freiwilligenarbeit
Die Mitglieder nehmen regelmäßig an ehrenamtlichen Tätigkeiten an der Universität von Alberta, Royal Alberta Museum, TIM, Citadel Theater, Fringe Festival in Edmonton usw. teil.

## Museum und Bibliothek

### Sportmuseum
Das Sportmuseum ist der legendären Hockeyspielserie  Kanada – UdSSR im Jahre 1972 gewidmet und wurde im Jahre 2012 zum Gedenken an ihr 40-jähriges Jubiläum eröffnet.

### Virtuelles Museum von Nikolai Selinski
Das virtuelle Museum wurde im Juni 2014 gegründet, am Vorabend des hundertsten Jahrestages des Ersten Weltkrieges. Die Sammlung umfasst Bücher, Fotos und Videos, die über Selinski und seine Familie erzählen, und auch Weblinks zu Selinskis Museen in Moskau und Tiraspol. Das virtuelle Museum wurde in Zusammenarbeit mit der Selinski-Stiftung entwickelt. Es wurde nach dem russischen Chemiker Nikolai Selinski benannt.
Der Verband unterhält auch eine ständige Ausstellung der Bücher, Artikel und Fotos von Selinski und Mitgliedern seiner Familie.

### Nationaltrachten
Der Verband unterhält eine ständige Ausstellung der russischen Nationaltrachten und traditionellen Puppen.

### Bibliothek
Die eigene Bibliothek enthält über 20.000 Artikel, meistenteils in digitaler Form, in 12 Sprachen – Englisch, Französisch, Russisch, Ukrainisch, Bulgarisch usw. Darunter sind Bücher in der Geschichte, Kultur und Religion, Lehrbücher, schöngeistige Literatur für Erwachsene und Kinder.

## Internationale Projekte

### Zwischen Alex und Sasha
Im Jahr 2010 kam Shohei Miyajima von der Universität Keio (Japan) nach Edmonton, um einen Dokumentarfilm über die russische Gemeinde in Edmonton zu drehen. Die Mitglieder des Interdisziplinären Verbandes von Alberta haben ihn unterstützt und an diesem Dokumentarfilm teilgenommen. Der Film Zwischen Alex und Sasha wurde erfolgreich in Kanada und in Japan vorgeführt. Der Filmemacher hat gesagt, dass sein Ziel war, "(...) Vorurteile gegen Immigranten abzubauen, indem er eine gesunde, kulturell reiche und hoch gebildete Gemeinschaft zeigt."

### Internationaler Tag der Muttersprache
Als Mitglied des Verbandes der Internationalen und Muttersprachen (IHLA) gehört das russische Bildungszentrum zu den Organisatoren und Teilnehmern der jährlichen Feierlichkeiten zum Internationalen Tag der Muttersprache in Edmonton. Im Jahr 2015 wurde der Internationale Tag der Muttersprache in Edmonton offiziell von dem Bürgermeister Don Iveson und dem Stadtrat Amarjeet Sohi eröffnet.

### Der Welttag der Kultur
In den Jahren 2013 und 2014 organisierte der Verband die Feier des Welttages der Kultur (der 15. Juli ist der Jahrestag des Roerich-Paktes) in Edmonton. Im Jahr 2014 wurde die Feier in Zusammenarbeit mit der Edmontoner Theosophischen Gesellschaft organisiert. Im Jahr 2015 nahm der Verband an der Internationalen Woche der Universität Alberta mit einem Dokumentarfilm über Nikolai Roerich und den Roerich-Pakt teil.

## Erwachsenenbildung
Ein weiteres Ziel ist den Neuankömmlingen zu helfen, sich schneller ihrem neuen Leben anzupassen. Der Verband bietet ESL-Klassen und Computerkurse für Erwachsene. Diese Programme werden von der Edmontoner Gemeinschaftlichen Assoziation des Erwachsenenlernens (Edmonton Community Adult Learning Association – ECALA) finanziert und sind kostenlos für Einwanderer und kanadische Staatsbürger. 
Die Lehrer und Mitglieder des Interdisziplinären Verbandes von Alberta sind der Ansicht, dass die Fähigkeit, verschiedene Sprachen zu verstehen, zur sprachlichen Vielfalt der Gesellschaft und zum besseren Verständnis der Menschen aus unterschiedlichen Kulturen beiträgt.